# Patreksfjörður
Patreksfjörður is een IJslands vissersstadje met ongeveer 650 inwoners in de regio Vestfirðir (Westelijke fjorden). Het is, buiten de Azoren, de meest westelijke nederzetting van Europa. Het ligt aan de noordzijde van de gelijknamige fjord en is gebouwd op twee zandbanken, Vatneyri en Geirseyri genaamd. Het vliegveld van Patreksfjörður ligt op de zuidelijke oever van de fjord. Belangrijkste bron van bestaan is de visverwerkende industrie. In 1983 viel er een lawine op het plaatsje, waarbij vier mensen omkwamen en vele huizen werden verwoest.

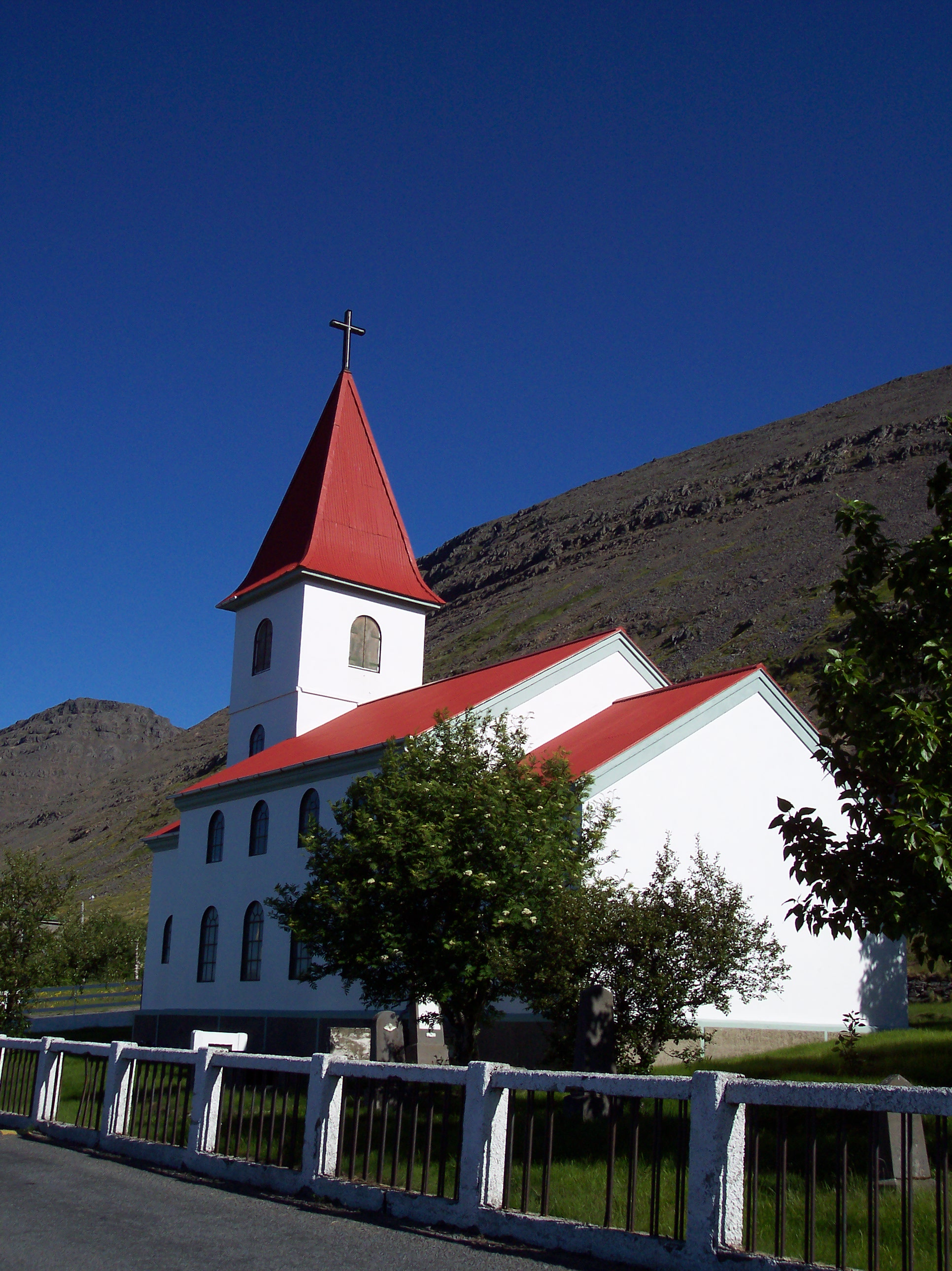
De kerk van Patreksfjörður

## Omgeving
Patreksfjörður is het grootste plaatsje in de buurt van het meest westelijke punt van IJsland: Bjargtangar. De rotskust ten oosten van dit punt, Látrabjarg genaamd, is bekend bij vogelliefhebbers voor de grote kolonies alken, papegaaiduikers, drieteenmeeuwen en andere vogelsoorten.

## Tal van stranden
In de buurt van het stadje liggen aan de overkant van de fjord verschillende zandstranden verspreid, zoals de twee gouden stranden Sandoddi en Gjögrabót. Bij Sandoddi ligt het meertje Sauðlauksdalsvatn met daarbij een kerk die uit 1860 dateert.
In de omgeving liggen de stranden (met de klok mee) Rauðisandur, Látravík bij Hvallátur, Breiðavík en Kollsvík. Kenmerkend voor de genoemde stranden is dat het zand hier rood tot goudkleurig is, terwijl in de rest van heel IJsland de stranden gitzwart zijn.

## Bezienswaardigheden
- Patreksfjarðarkirkja, de kerk van de stad die dateert uit 1907
- Verschillende oude huizen in het centrum, bijvoorbeeld het Ólafshús
- De stranden in de omgeving.
- Garðar, de restanten van het oudste metalen schip uit IJsland. Het werd gebouwd in 1912. Het ligt een aantal kilometers verwijderd van Patreksfjörður op het droge.
- Er is de zonsverduistering van 12 augustus 2026 te zien.